# Dwarfie Stane

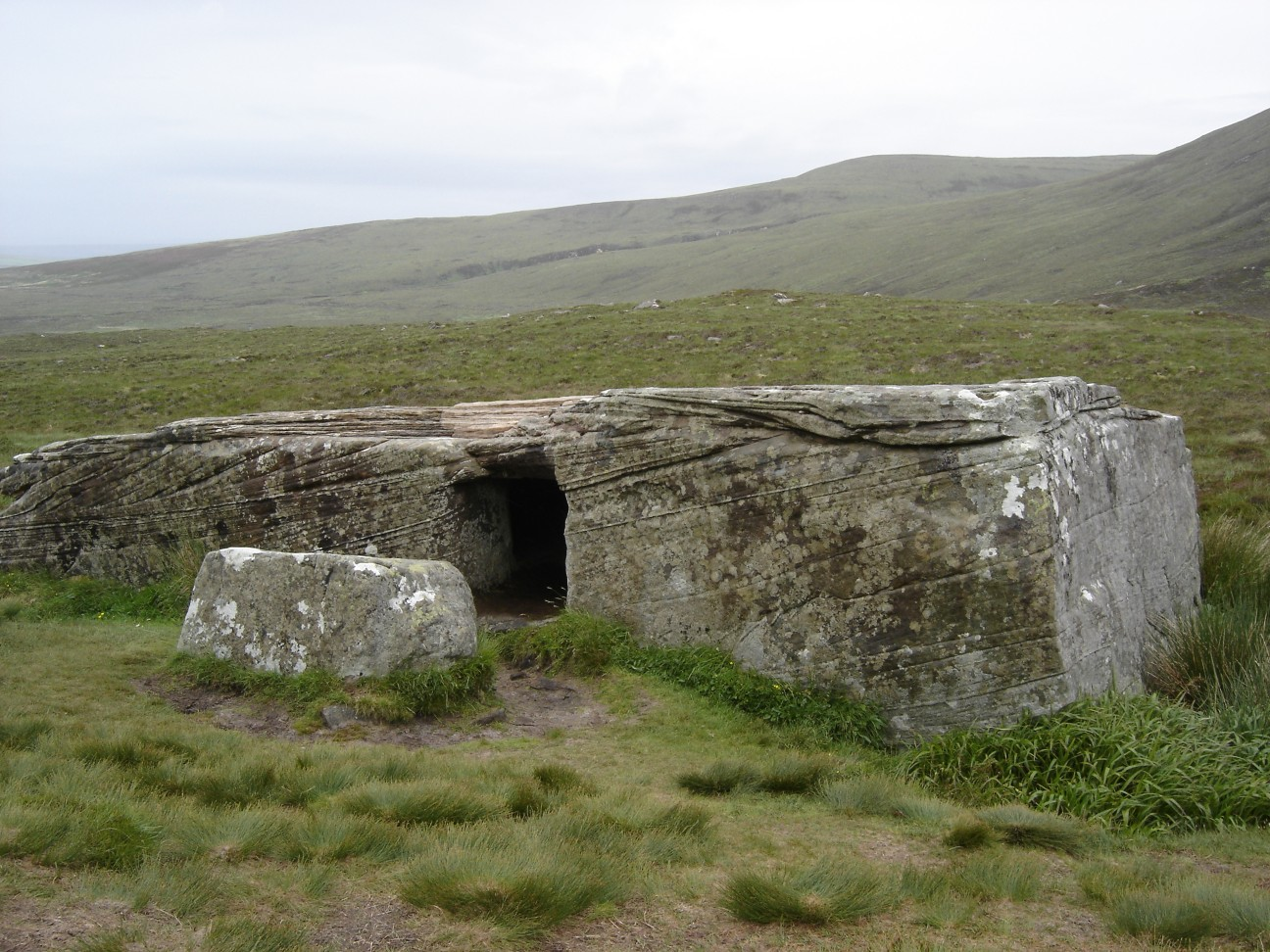
Zugang zum Dwarfie Stane.

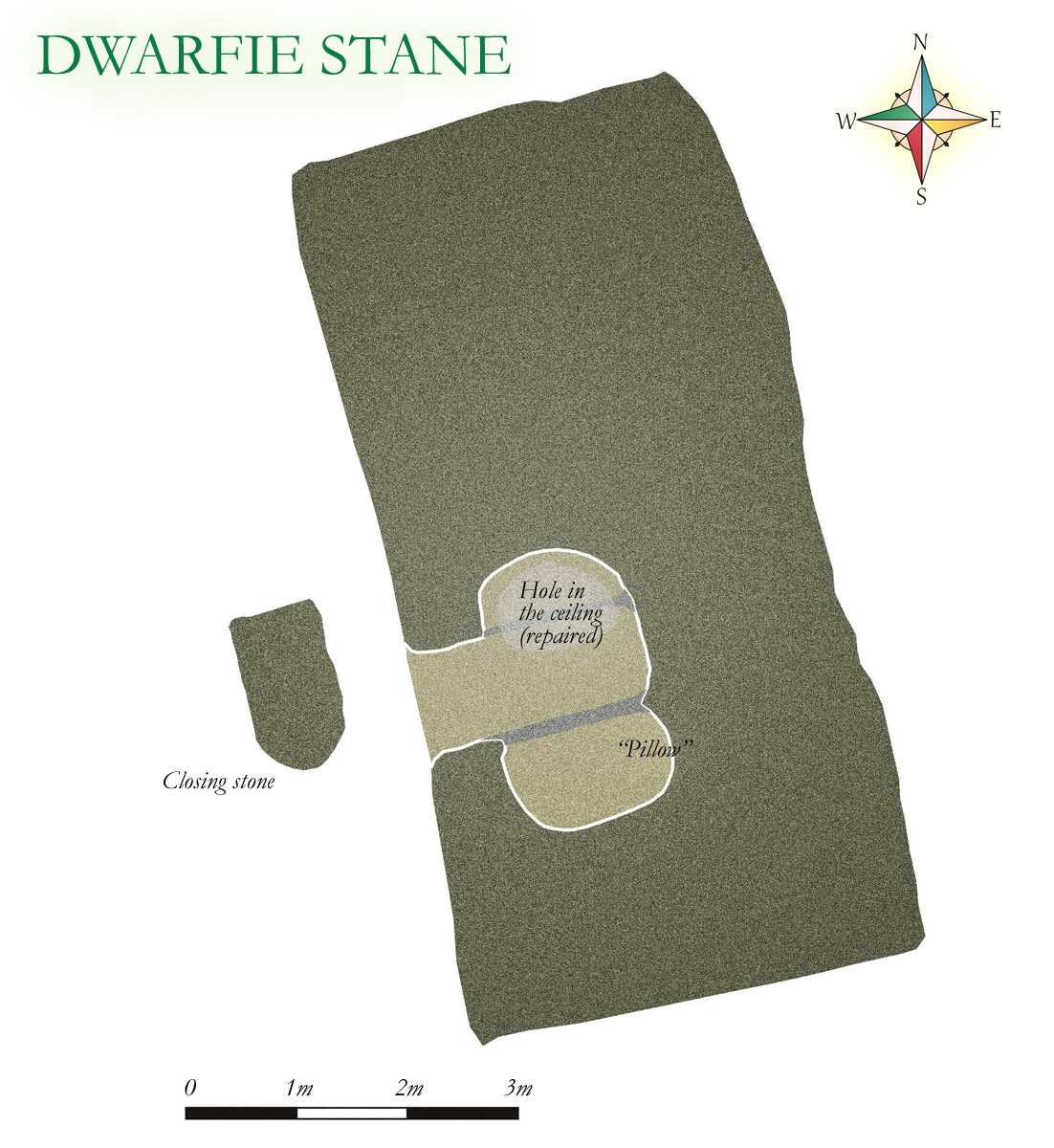
Grundplan der Aushöhlung

Das etwa 5000 Jahre alte Felsgrab Dwarfie Stane (deutsch „Zwergenstein“) liegt in einem Tal zwischen Quoys und Rackwick auf der Orkneyinsel Hoy in Schottland. Es war bis 1989 das einzige bekannte Felsgrab in Großbritannien und zugleich das nördlichste Europas.

## Beschreibung
Der Dwarfie Stane ist ein etwa 8,5 m langer und 2,5 m breiter Block aus rotem Old-Red-Sandstein, der sich in der Eiszeit aus der nahen Felswand gelöst hat. Darauf deutet auch die Anwesenheit des „Partick Stane“ hin, eines ähnlichen Felsblocks etwa 200 m entfernt. Beide Blöcke wurden vermutlich in der Weichsel-Kaltzeit hierhin verlagert.
Die quer liegende kleine Kammer mit dem mittigen kurzen Gang wurde zwischen dem Neolithikum und der frühen Bronzezeit in den Stein gepickt. Eine quadratische Öffnung von 0,9 m × 0,9 m führt in die Kammer. Bemerkenswert ist die Tatsache, dass der massive Stein mit Steinwerkzeugen ausgehöhlt wurde. Vor dem Eingang liegt ein Sandstein-Block, der als Verschlussstein der Kammer angesehen wird, die bis ins 16. Jahrhundert ungeöffnet gewesen sein soll. Es gibt keine Aufzeichnungen über irgendwelche archäologischen Untersuchungen oder Funde.

## Legende
Laut einer orkadischen Fabel ist der Dwarfie Stane die Arbeit eines Riesen und seiner Frau. Ein dritter Riese sperrte das „gigantische Paar“ in den Stein. Aber seine Pläne wurden dadurch vereitelt, dass die inhaftierten Riesen ein Loch in die Decke der Kammer stemmten. Die Legende erklärt das heute mit Beton verfüllte Loch im Dach der Kammer.